# ファンタズム (シエラオンライン)
『ファンタズム』（原題：Phantasmagoria）は、1995年1月13日にシエラ・オンラインが発売した、Windows用ゲームソフトである。開発はシエラ・オンラインとクロノス・デジタル・エンターテインメント。
1997年に発売された『ファンタズム2〜引き裂かれた記憶（パズル）〜』（Phantasmagoria 2: A Puzzle of Flesh）は、本作と同様のホラー・グラフィックアドベンチャーであるが、ストーリーのつながりはない。

## ゲーム内容
ニューイングランドの小島に建つ館で次々と起こる事件の謎を解きながら、何かに取り憑かれた夫を救う妻を描いたホラー・アドベンチャー・ゲーム。
プレーヤーが画面をクリックすることで様々なムービーが流れてストーリーが展開していく。
対応OSはWindows 3.1とWindows 95。CD-ROM7枚組みという当時としては異色なほどのデータ量で、25人の俳優の演技による実写映像を用いたストーリーが展開する。
世界初のグラフィックアドベンチャー『ミステリーハウス』を開発したシエラ・オンラインの作品だけに、当時としては最高峰のグラフィックアドベンチャーであり、特に当時のビデオゲームでは考えられないほどの残酷シーンが話題となった。なお、残虐シーンのカットも可能で、行き詰まった際のヘルプ機能なども搭載されている。
世界的にも高い評価を受け、各国に出荷されたが、あまりに過激な恐怖描写のため、国によっては年齢制限されている。

## 移植版

### Macintosh
のち、Macintoshを含む別のハードウェア向けの移植版が発売された。
日本では1997年、Windows版が発売後、Mac版も年内に追って発売された。Windows版、Mac版は字幕スーパーで内容は同じものである。

### セガサターン
1997年8月8日、アウトリガー工房がセガサターン向けに移植した。こちらもCD-ROM8枚組で、コンシューマー機としては最大の枚数組となっている。
セガサターン版は残酷シーンがシルエットに差し替えられており、原作のスプラッタ描写がやや抑え目になっている。日本語吹き替え版であり、エンディングテーマ曲にX JAPANのHEATHによる楽曲『Traitor』を採用するなど、ゲーム自体は同じながらWindows版、Mac版とは趣を異にしている。